# 白色戀人
白色戀人，是北海道一種巧克力夾心薄餅，由石屋製菓出產，1976年12月開始售賣，於2塊餅乾中夾著一層的白巧克力。及後有黑色的牛奶巧克力口味。

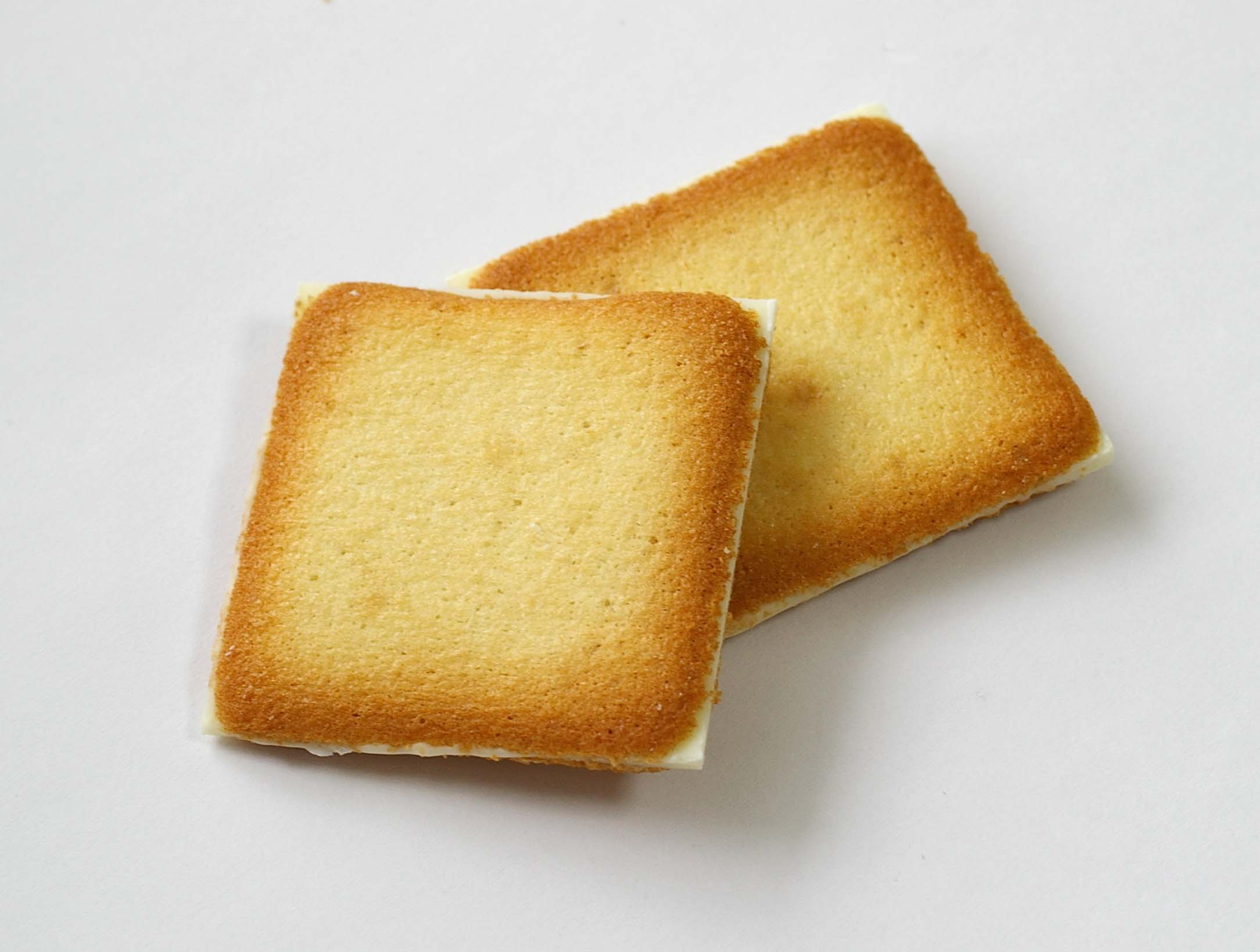
兩片白巧克力口味的白色戀人

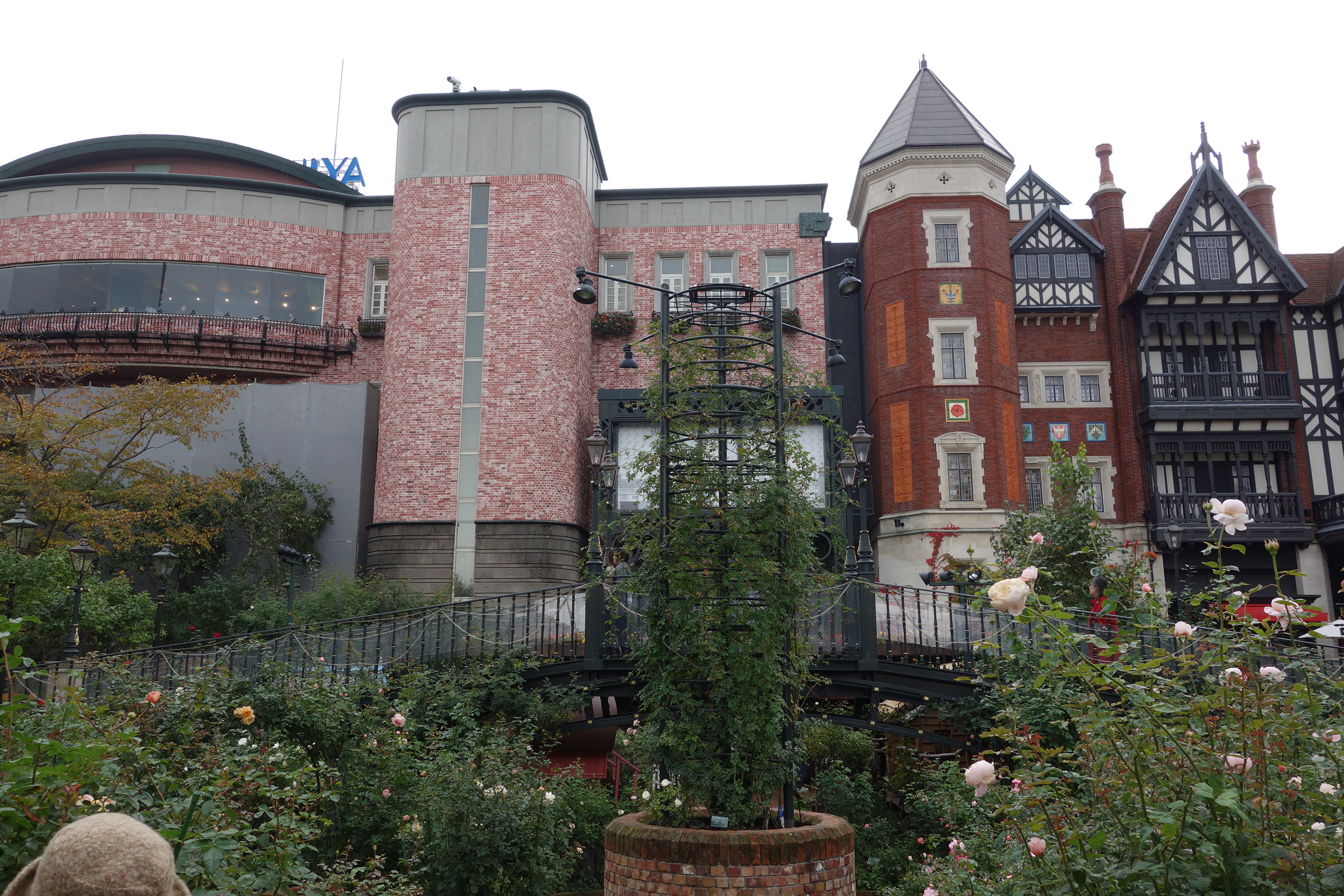
白色戀人博物館

石屋製菓於札幌設有一處由廠房改裝建成的旅遊景點，內有公園、博物館及工廠，介紹「白色戀人」的歷史及製造方法，亦珍藏了各國的歷史茶具及關於巧克力的海報，亦有自製「白色戀人」的體驗；而於每日的整點時間，亦有大型表演。

## 概括

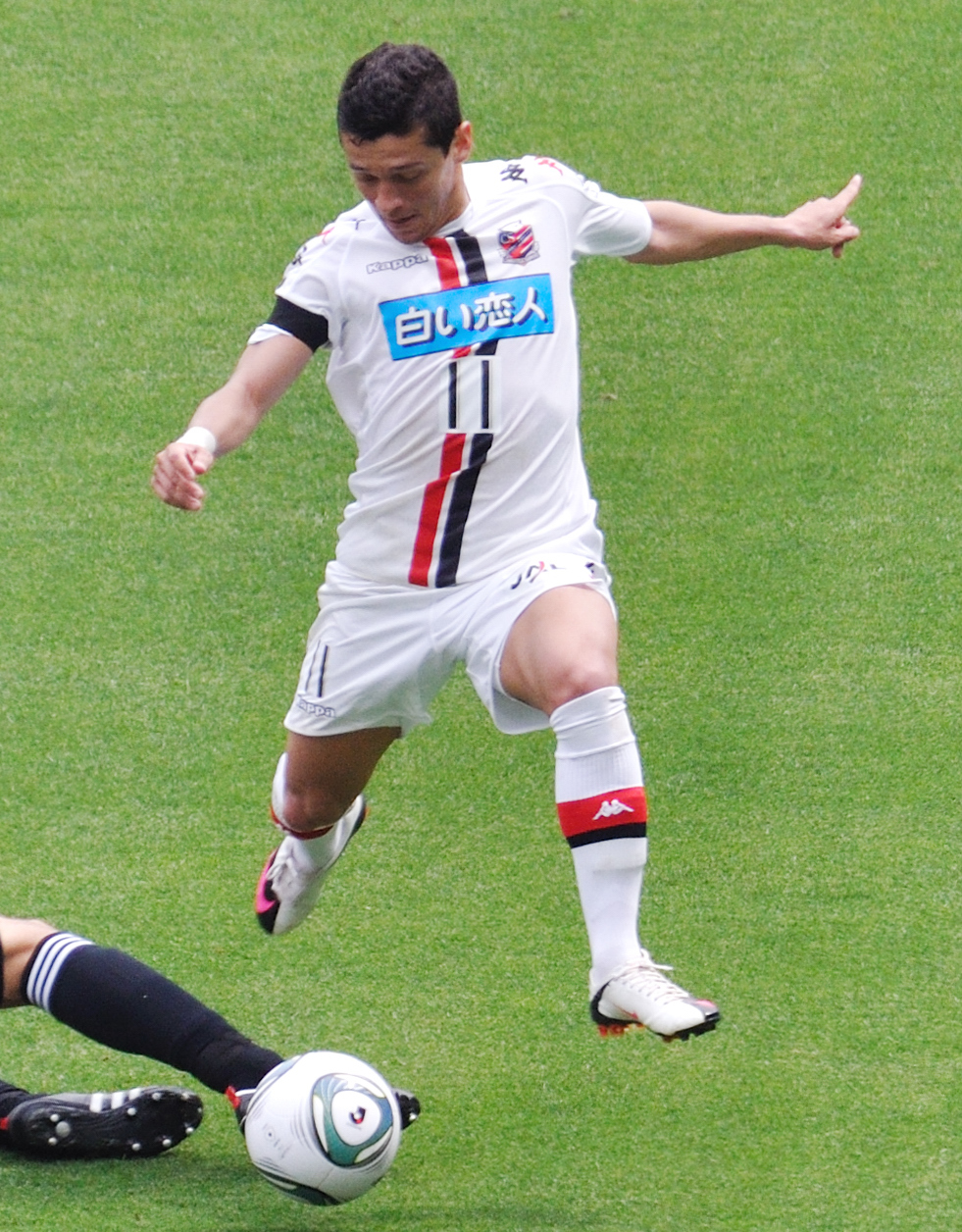
安德烈西尼奥效力于由白色恋人赞助的北海道札幌冈萨多队。

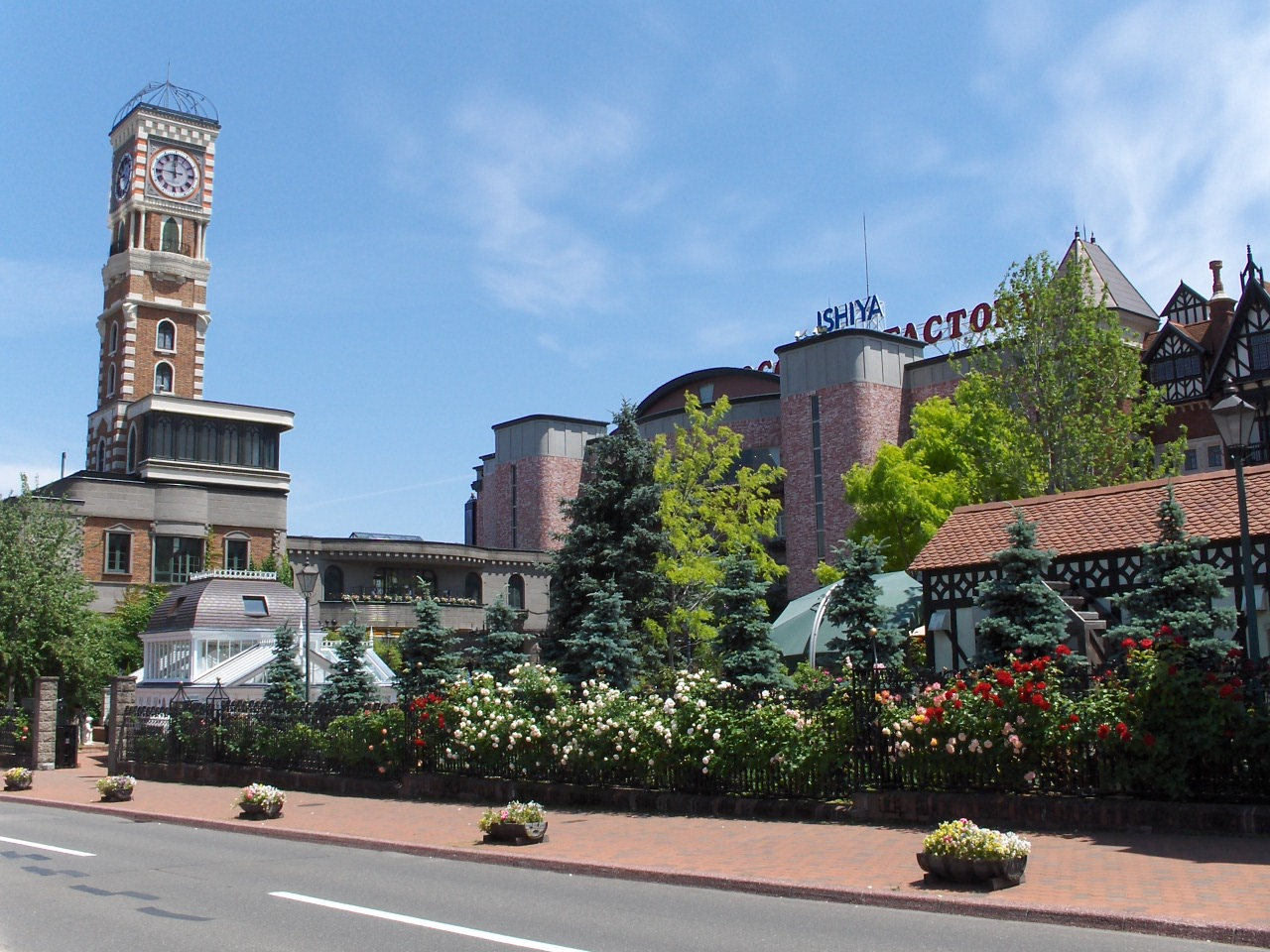
白色恋人公园。

1976年12月开始销售。名字的由来是12月的一天，创始人在滑雪后回家时，不经意地说了一句“下起了白色恋人雪”。盒子背面写着这句话。白色让人联想到北海道的雪景，而且只在北海道销售，因此大获成功，并成为商务旅行和度假时的纪念品。
目前，[何时？ ]年销量已上升至约2亿件。白色恋人是继赤福饼（产自三重县）之后，在纪念品销量方面排名全国第二的品牌。一份行业杂志根据调查评选出了“代表20世纪的纪念品”，白色恋人位列第一，以压倒性优势击败了排名第二的芥末明太子。 1986年，白色恋人荣获世界品质评鉴大会一等奖。
还提供定制包装上印有您所选照片的白色恋人服务。此外，“白色恋人巧克力饮料”作为姊妹产品于1997年上市。
由于石屋株式会社是日本职业足球联赛札幌冈萨多队的官方赞助商，因此该队的球衣上印有白色恋人的标志。
在札幌市西区有一个名为“白色恋人公园”的设施，人们可以在那里看到白色恋人的生产线、巧克力的历史和艺术品，还有石屋巧克力工厂、札幌冈萨多的训练场（宫之泽白色恋人足球场）和俱乐部会所，游客还可以参加白色恋人风格的甜点制作课程。在发寒川河畔的旧国道5号附近和国道36号附近，有以札幌冈萨多队服形象为基础的巨幅广告牌。

### 伪造最佳食用日期的处罚
2007年8月，部分白色恋人商品被伪造保质期出售，违反了《食品卫生法》和《日本农业标准法》，因此被暂停销售。

### 恢复生产和销售
2007年10月22日，社长岛田俊平召开新闻发布会，正式宣布将于11月15日恢复生产，11月22日恢复销售。事发后，个别包装上均印有保质期。
11月22日，400家门店恢复销售，但有大量粉丝等待恢复销售，当天每家门店的商品都销售一空。随后库存短缺的情况持续存在，为了应对这种情况，石屋计划恢复生产的其他糖果也暂时推迟了生产。

### 衍生产品
2003年秋天，“白色蛋糕卷”开始发售，最初仅在北海道物产店和白色恋人公园销售，2011年3月3日起在全国范围内开始线上发售。
另外，在面团中揉入了白色恋人白巧克力的年轮蛋糕“白色年轮紬”也于2009年12月17日开始发售。

## 商标侵权诉讼
2011年11月28日，石屋以商标侵权和违反《反不正当竞争法》为由，对吉本兴业提起诉讼，要求其暂停销售其仿制品“面白い恋人”（日语：面白い恋人，字面意思为“有趣的爱人”），该仿制品与吉本兴业的包装和名称相似。
2013年2月13日，石屋与吉本工业达成和解，吉本工业更改了包装设计，且销售范围仅限于关西地区。
其他类似白色恋人的产品还有“Doara 的恋人”（长门屋株式会社销售）和“二次元的恋人”（大东株式会社销售）等，这些产品在日本各地生产和销售。

## 醜聞
2007年8月，石屋製菓被揭發將「白色戀人」巧克力夾心薄餅竄改食用期限延長一個月；日本已於2007年8月15日將「白色戀人」全面下架。石屋製菓為此公開道歉，暫停營業三個月， 並投入將近10億日圓的經費來改善「白色戀人」生產設備，食用期限被改成打印在每一小包「白色戀人」上，同時加強檢查員工進出工廠時的衛生條件。2007年11月15日，經過札幌市保健所檢查生產線與包裝管理狀況等項目合格之後，石屋製菓重啟「白色戀人」五條生產線；2008年1月，石屋製菓預計恢復「白色戀人」全部生產線。2007年11月22日起，石屋製菓恢復在新千歲機場、北海道旅客鐵道札幌站等400個店舖販售「白色戀人」。

## 山寨
有中國網友發現包裝外觀上与本产品極為相似的山寨产品「西湖戀人」、「魔都戀人」餅乾，在淘寶販售。
而在日本亦有“大阪恋人”、“黑色恋人”、“黄色恋人”、“有趣恋人”、“秋田恋人”等十余种相似产品。

## 相關条目
- 北海道限定品

## 外部連結
- 石屋製菓 （页面存档备份，存于）（日語）